# Spandauer Forst

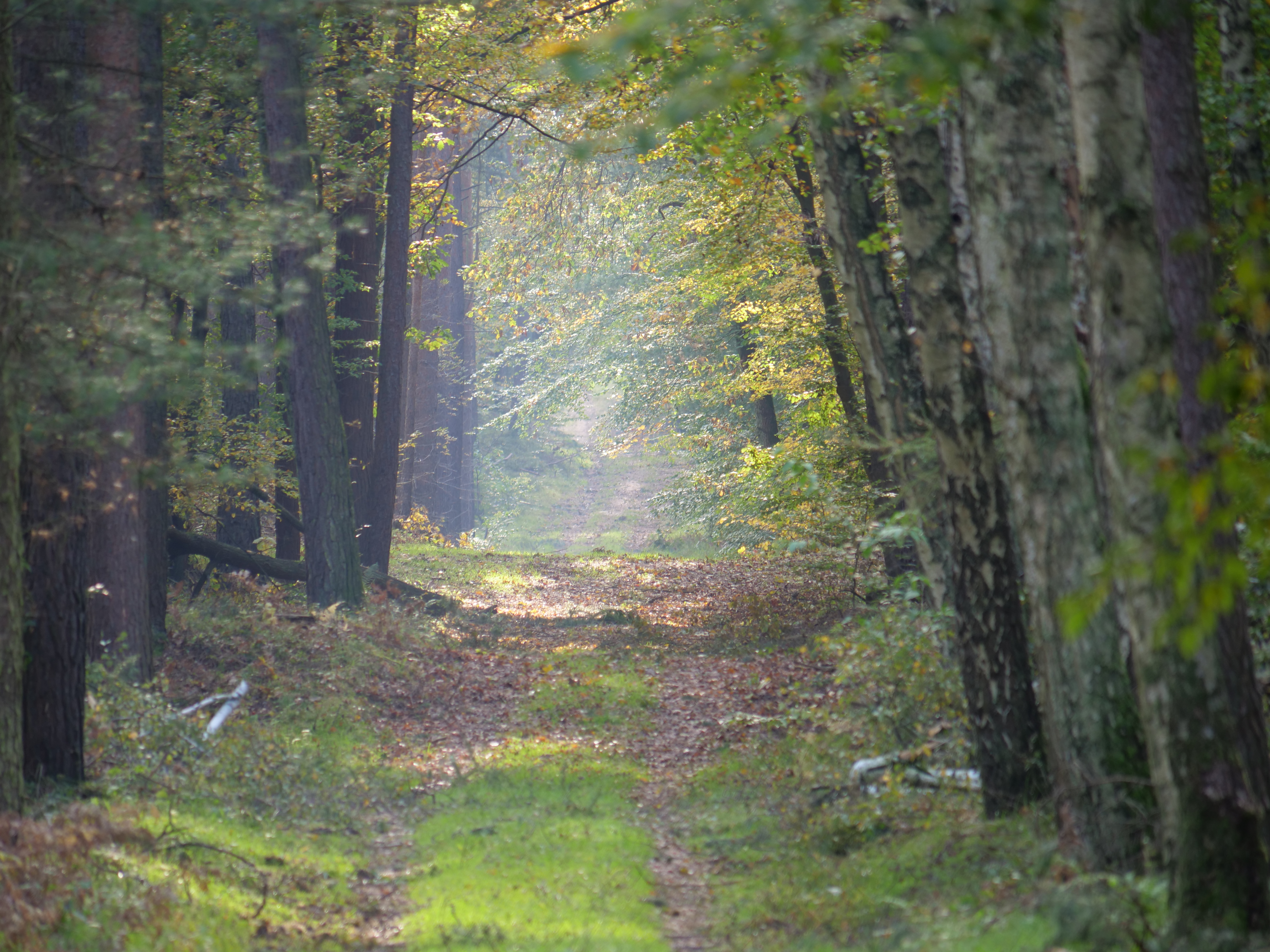
Waldweg durch einen Mischwald im östlichen Teil des Forstes im Herbst

Der Spandauer Forst ist mit 1347 Hektar Gesamtfläche eines der größten Waldgebiete in Berlin. Er liegt an der nordwestlichen Stadtgrenze im Ortsteil Hakenfelde des Bezirks Spandau. Drei Teilbereiche im und am Spandauer Forst sind als Naturschutzgebiet ausgewiesen, zudem ist der gesamte Wald als Landschaftsschutzgebiet unter Schutz gestellt und als Fauna-Flora-Habitat-Gebiet sowie Vogelschutzgebiet Teil des Natura-2000-Netzes.

## Lage

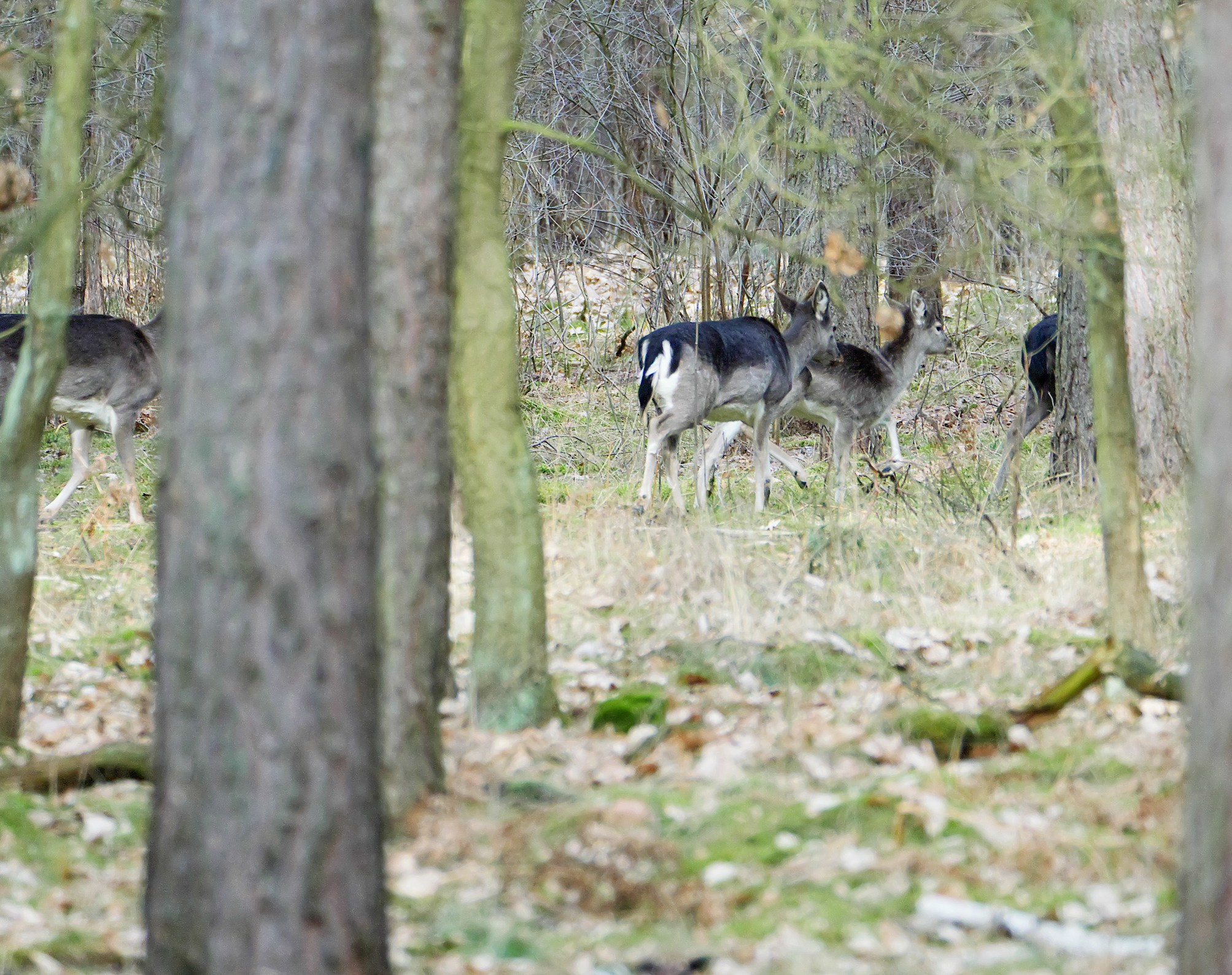
Freilaufendes Damwild mit Winterfell

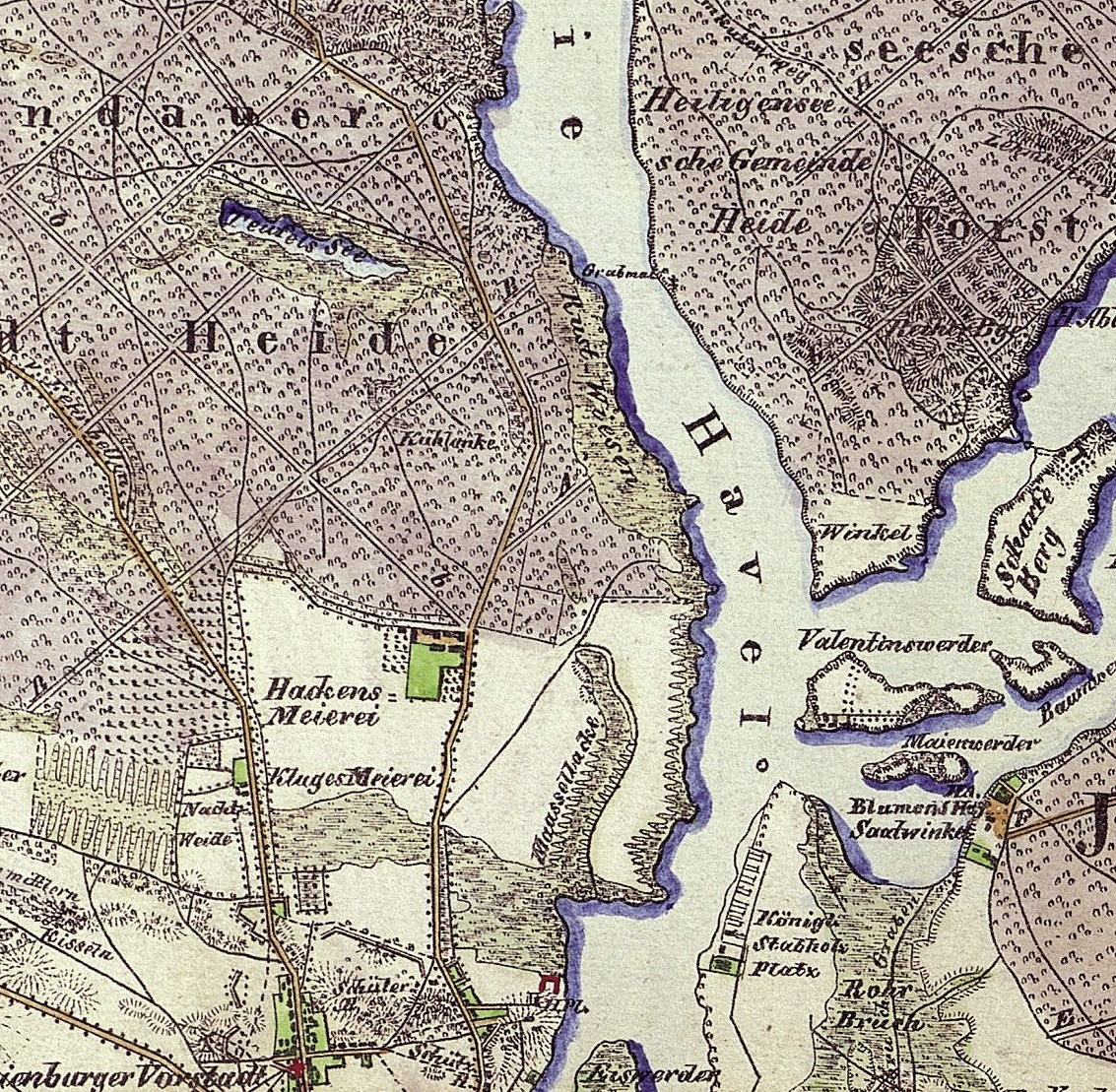
Ehemaliger Teufelssee auf einer Karte von 1842 (oben links)

Der Spandauer Forst erstreckt sich entlang der Grenze Berlins zu den Orten Falkensee und Schönwalde-Glien. Diese grenzt das Waldgebiet im Norden und Westen ab. Im Osten bildet die Landstraße L 172 (Niederneuendorfer Allee) sowie stellenweise die Havel die Grenze des Gebiets, während unmittelbar südlich des Waldes Wohngebiete, Kleingartensiedlungen sowie der Friedhof In den Kisseln liegen. Mitten durch den Spandauer Forst verläuft die Landstraße L 16 (Schönwalder Allee), die vom Spandauer Ortskern nach Schönwalde führt. Auch ein Teil der im Jahr 1950 stillgelegten Osthavelländischen Eisenbahn, deren Gleise teilweise bis heute erhalten sind, verlief durch den südlichen Spandauer Forst.
Es wurden bei einem Unwetter am 26. Juni 2025 viele Bäume, entwurzelt oder beschädigt. Weite Teile des Waldes, inklusive der Schönwalder Allee, wurden für mehrere Wochen gesperrt.

## Historische Entwicklung
Das zum Gebiet des Berliner Urstromtals gehörende Waldgebiet zählte ursprünglich zur eigenständigen Stadt Spandau und war dort als Stadtheide bekannt. Über Jahrhunderte hinweg wurde es von Spandauer Bürgern für landwirtschaftliche Zwecke, für die Jagd und zur Brennholzgewinnung genutzt. Obwohl bereits seit dem Mittelalter ein Forstwirt (auch „Heideknecht“ oder „Oberförster“ genannt) die Nutzung des Waldes überwacht haben soll, wirkte sich vor allem die landwirtschaftliche Nutzung des Forstes negativ auf den natürlichen Kreislauf aus. Zudem wurden im 18. Jahrhundert Entwässerungsmaßnahmen für den Forst eingeleitet, um weitere Nutzflächen gewinnen zu können. So wurde in den 1730er Jahren der Nieder Neuendorfer Kanal durch den Wald verlegt.
Ende des 19. Jahrhunderts ging das Spandauer Wasserwerk südlich des Forstes in Betrieb, das für die Trinkwasseraufbereitung vor allem Grundwasser im Forstbereich nutzte. Im Ergebnis sank der Grundwasserstand im Wald bis in die 1970er Jahre hinein um über 70 cm. Dies führte zur weitgehenden Verlandung mehrerer kleinerer Gewässer, dem Austrocknen der Moore und folglich zur Verarmung der Flora und der Fauna in deren Bereich. Erst seit den 1980er Jahren wurden im Spandauer Forst Maßnahmen für eine Ausgleichsbewässerung eingeleitet. So wurden durch den Wald Gräben und künstliche Seen verlegt, über die täglich gut 30.000 m³ Wasser aus der Havel in den Wald hinein gespeist werden.
Außerdem wurde der Wald zum Vogelschutzgebiet erklärt sowie 1987 und 1988 mit dem Teufelsbruch und dem Großen und Kleinen Rohrpfuhl zwei Naturschutzgebiete innerhalb des Forstes eingerichtet. Alle Pflege- und Schutzmaßnahmen für den Spandauer Forst werden von der Spandauer Revierförsterei sowie den Naturschutzbehörden durchgeführt.

## Flora und Fauna
Im heutigen Spandauer Forst konnte sich, auch dank der Schutzmaßnahmen seit den 1970er Jahren, ein reichhaltiger Bestand an zum Teil seltenen Pflanzen und Tieren entwickeln. Das Waldgebiet ist zu großen Teilen ein Laubwald, dessen Baumbestand vor allem aus Eichen, Birken, Ulmen und Eschen besteht. Insgesamt bietet der Wald mit seinen zahlreichen Gewässern und Mooren verschiedenartige Lebensräume für Insekten, Vögel und Säugetiere. So kommt in den Bäumen der stark gefährdete Hirschkäfer vor, während in den Waldseen und Mooren Teichfrösche, Erdkröten, Ringelnattern sowie zahlreiche Wasserkäfer und Fische vorkommen.
Sehr zahlreich ist auch die Vogelwelt des Spandauer Forstes, in dem unter anderem Arten wie Eisvogel, Zwergtaucher, Habicht, Bekassine oder Waldschnepfe gute Lebensbedingungen vorfinden.
In den ausgedehnten Waldflächen kommen Mauswiesel, Iltisse, Wildschweine, Waschbären, Füchse und Dachse vor. Über die von der Havel aus führenden Wassergräben gelangen Fischotter und Biber gelegentlich in die Gewässer des Forstes.

## Schutzgebiete

Karte der Schutzgebiete am Spandauer Forst mit den Naturschutzgebieten Eiskeller und Spandauer Luchwald im Nordwesten, dem Großen und Kleinen Rohrpfuhl südwestlich davon und dem Teufelsbruch sowie Nebenmoore im Südosten

### Naturschutzgebiet Teufelsbruch und Nebenmoore

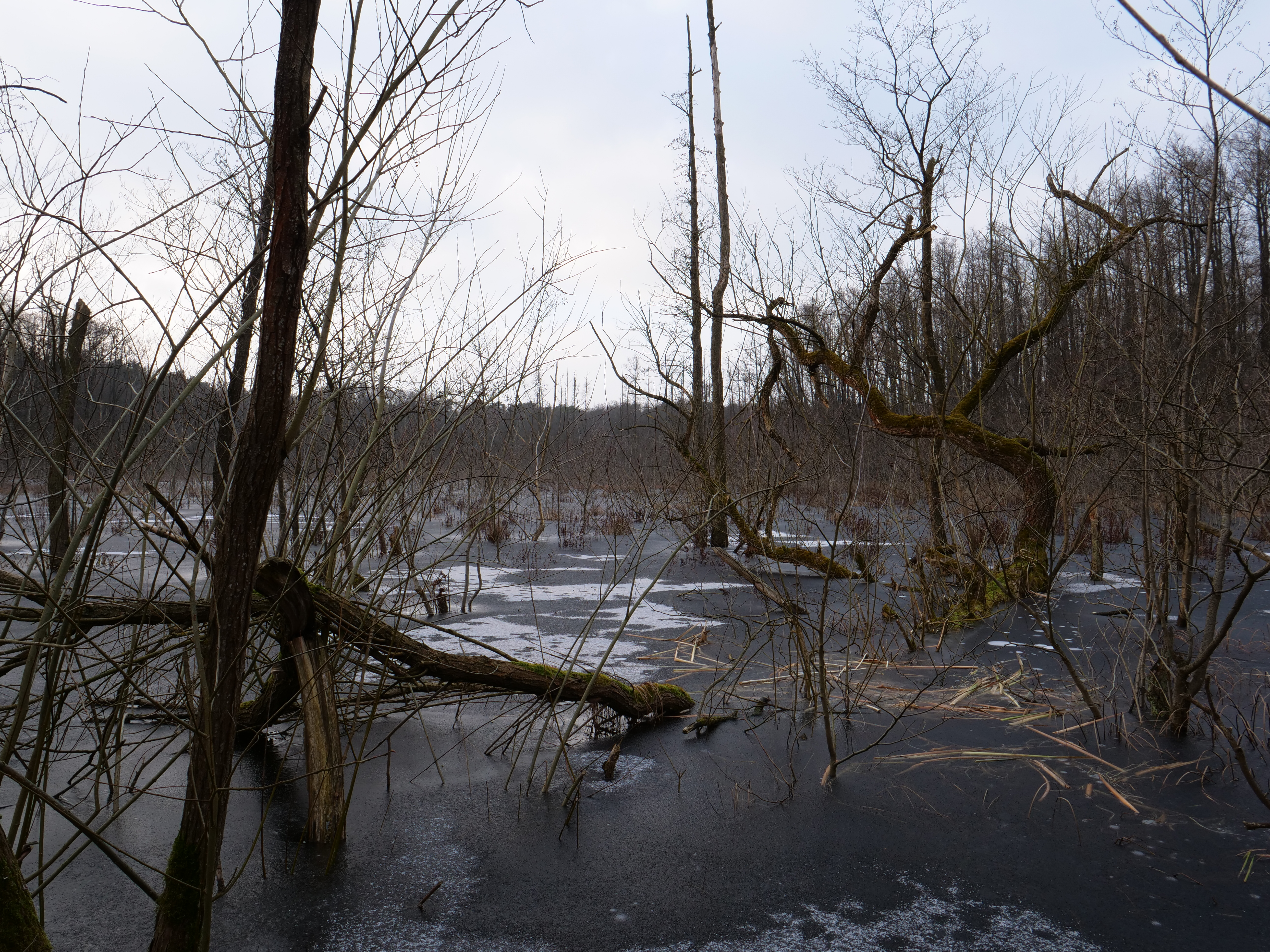
Mitte des vereisten Teufelsbruchs im Winter

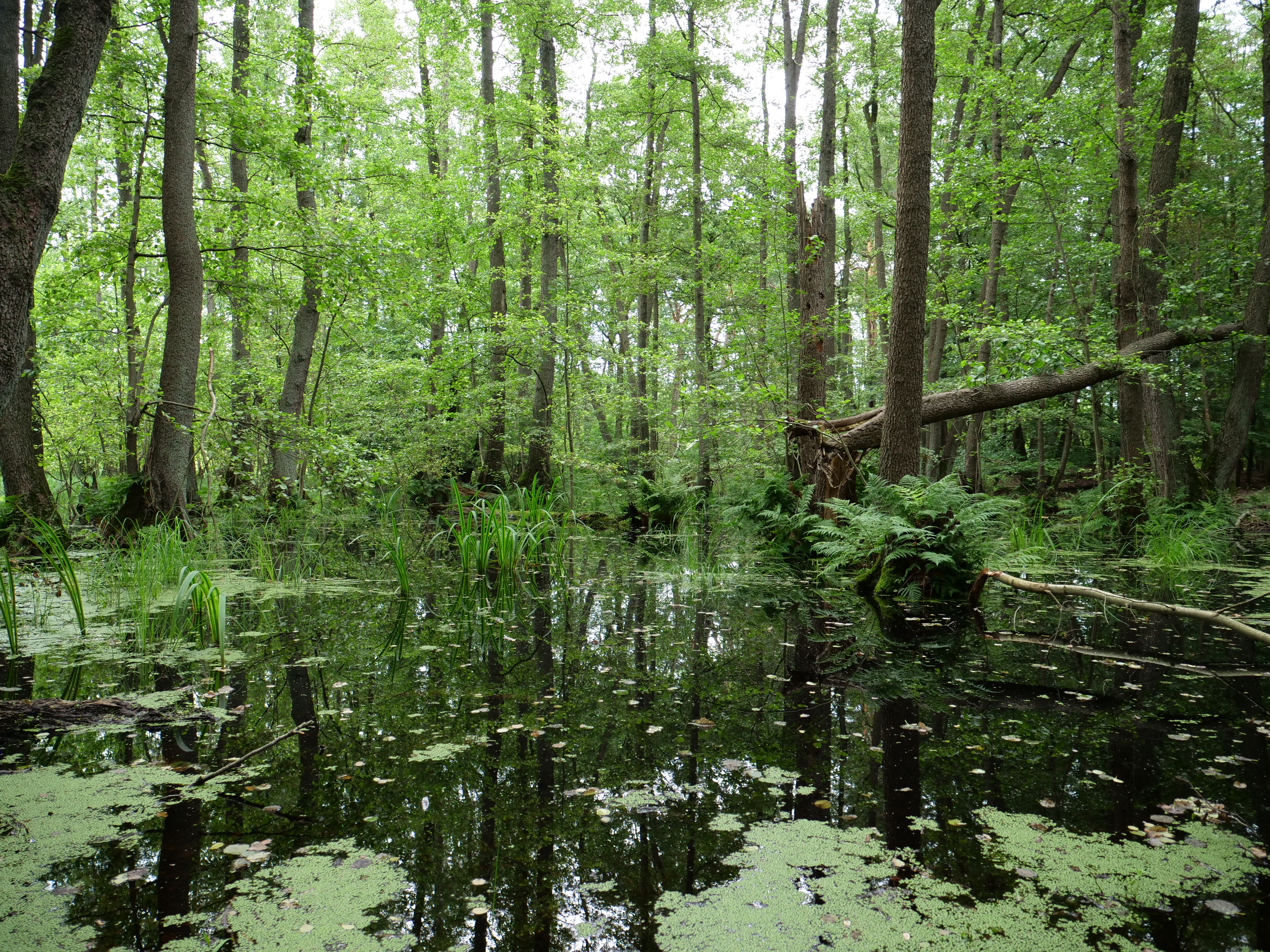
Bäckerfurt im westlichen Teil des Teufelsbruchs im Sommer

Das Naturschutzgebiet „Teufelsbruch und Nebenmoore“ nimmt eine Fläche von 48 Hektar ein. Es liegt im östlichen Teil des Waldes nahe der Niederneuendorfer Allee. Noch im 19. Jahrhundert stellte das heutige Teufelsbruch einen See dar und hieß damals Teufelssee (nicht zu verwechseln mit dem Teufelssee im Forst Grunewald).
Bis Anfang des 20. Jahrhunderts verlandete der Teufelssee jedoch infolge der Entwässerung, die zusätzlich durch den Bau der nahe verlaufenden Osthavelländischen Eisenbahn beschleunigt wurde, fast vollständig. Der Verlandungsprozess setzte sich noch bis in die 1980er Jahre fort, obwohl das Teufelsbruch bereits 1933 erstmals unter Naturschutz gestellt wurde. Da die für den übrigen Spandauer Forst durchgeführten Bewässerungsmaßnahmen für das Teufelsbruch nicht ausgereicht hatten, wurde hierfür 1986 zusätzlich ein Netz von unterirdischen Wasserrohren verlegt, die das Teufelsbruch mit Wasser aus der Havel anreichern. Durch das sehr nährstoffreiche Wasser aus der Havel weist das Moor jedoch keine typische Torfmoor-Vegetation auf. Östlich der Bötzowbahn besteht noch der Kleine Teufelssee in Verlängerung des Teufelsseekanals. Bis zum Ende des Zweiten Weltkriegs bestand eine Verbindung zwischen Teufelsseekanal und Teufelsmoor unter der Bötzowbahn hindurch. Diese wurde von Hechten genutzt, die im Teufelsmoor ablaichten. Die Verbindung wurde später endgültig verschlossen. Zuvor hatte diese auch die wichtige Funktion der Überflutung des Teufelsmoores im Frühjahr. In der weiteren Umgebung des Moores haben sich Wohnsiedlungen herausgebildet wie die auf dem ehemaligen Fliegerhorst Schönwalde, der Fahle Horst, das Wurtland oder das Schulzen Dienstland.
Heute stellt das Teufelsbruch ein ausgedehntes, mit Wald und Gebüsch bewachsenes Moor dar, in dem unter anderem rund 240 Pilzarten sowie über 550 Käfer- und 150 Spinnenarten registriert wurden. Durch Bewässerungsmaßnahmen konnte der Lebensraum des vormals aus dem Spandauer Forst nahezu verschwundenen Moorfrosches wiederhergestellt werden. Durch ein Wanderwegenetz kann das Teufelsbruch gut besichtigt werden, ohne die Flora und Fauna zu stören. In dem ab 1994 entstandenen nahegelegenen Wohnquartier Aalemannufer in Hakenfelde erhielt eine Straße den Namen Am Teufelsbruch.
Sage zur Namensherkunft

Im späten 18. und im 19. Jahrhundert wurde der See vor allem zum Fischen genutzt, was in einer Sage zu diesem See wie folgt beschrieben ist:

„Anstelle des Sees soll es ehedem ein Dorf gegeben haben, das durch das Wirken des Teufels im Wasser versank. Noch viele Jahre später sei unter der Wasseroberfläche die Spitze des Kirchturms zu sehen gewesen, an dem auch häufig die Netze der Fischer zerrissen. Die Neugier ließ die Bewohner nicht ruhen, sie versuchten den Seegrund und vor allem auch die Seetiefe zu ergründen, doch immer waren ihre Lote zu kurz. Nach dem Fang eines besonders großen Barsches erschallten aus der Tiefe Geisterstimmen, die die Rückgabe des Fisches forderten, sonst würde es den Menschen schlecht ergehen. Nach einigem Zögern trugen sie ihren Fang zurück und der Barsch verschwand mit einem weiten Satz im See. So ist seitdem weder den Fischern ein Unglück geschehen, noch haben sie jemals wieder einen solchen kapitalen Fisch an Land gezogen. Die Geisterstimmen aber sind verstummt und den Kirchturm hat seitdem auch niemand mehr gesehen.“

### Naturschutzgebiet Großer und Kleiner Rohrpfuhl

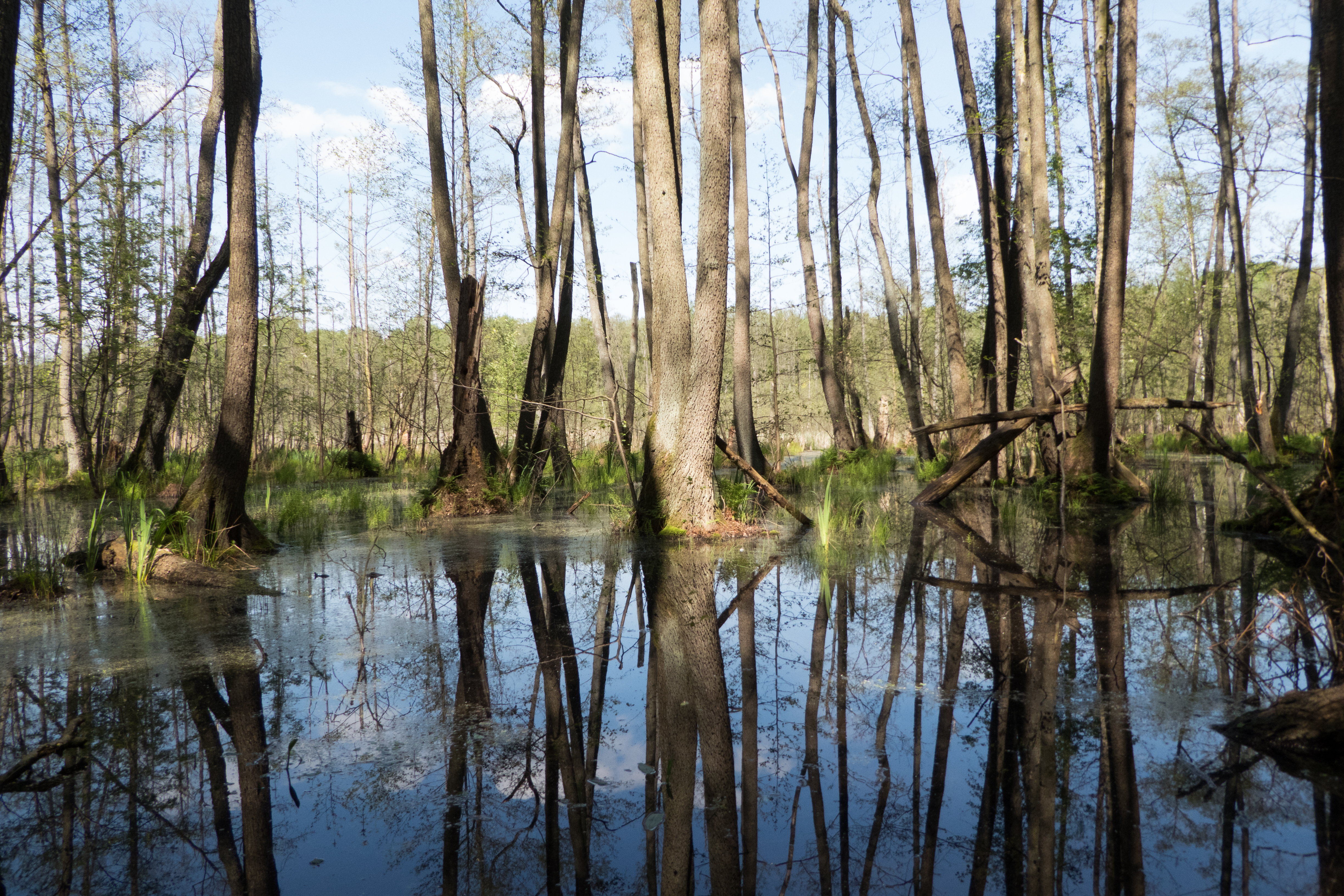
Erlen-Bruchwald am Ufer des Großen Rohrpfuhls

Das ebenfalls bereits 1933 erstmals unter Schutz gestellte Naturschutzgebiet „Großer und Kleiner Rohrpfuhl“ nimmt eine Fläche von 30,5 Hektar ein und umschließt die namensgebenden, teilweise verlandeten Gewässer. Ähnlich wie das Teufelsbruch entstanden die heutigen Rohrpfuhle aus einem See, der infolge des Baues eines Entwässerungsgrabens und des Spandauer Wasserwerks zunehmend verlandet war. Diesen Prozess gelang es seit den 1980er Jahren durch ein Bewässerungssystem zu stoppen, das allerdings – anders als beim Teufelsbruch – nicht aus Wasserrohren, sondern aus vormals für Entwässerungszwecke angelegten Wassergräben besteht. Auch hier führte die Bewässerung zu einem Verlust der Hochmoor-Vegetation. Der Waldweg, der in den 1930er Jahren mitten durch den verlandeten Großen Rohrpfuhl aufgeschüttet worden war, wurde 1996 zum Schutz der Lebensräume wieder zurückgebaut. Seitdem sind die Rohrpfuhle nur von außen zugänglich.

### Naturschutzgebiet Eiskeller und Spandauer Luchwald

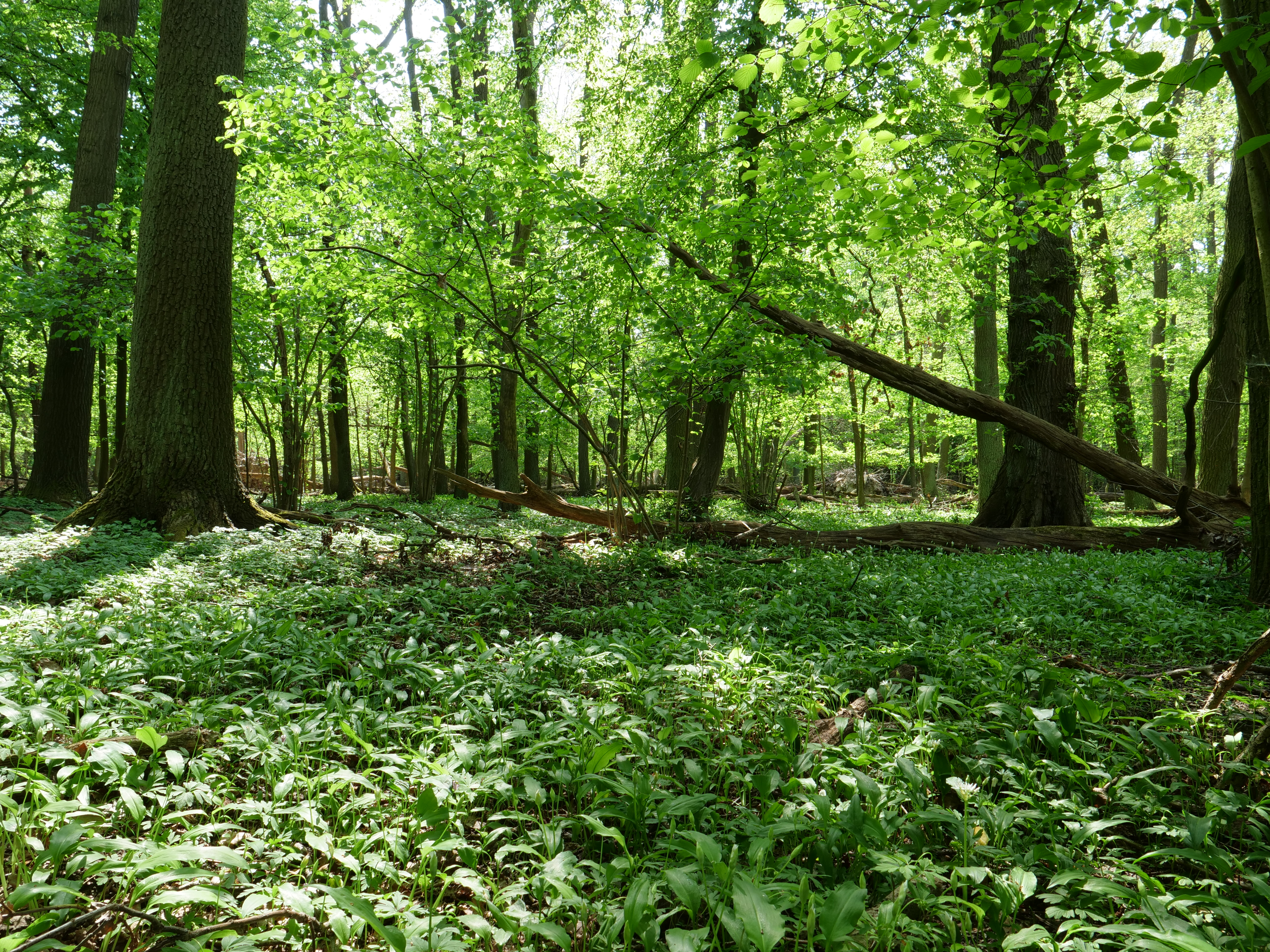
Stieleichen-Hainbuchenwald im Spandauer Luchwald

Im Dezember 2017 wurde auch der nördliche, an die Wiesen in Eiskeller angrenzende, Teil des Waldes zusammen mit diesen als „Naturschutzgebiet Eiskeller und Spandauer Luchwald“ aus dem Landschaftsschutzgebiet herausgelöst und als Naturschutzgebiet unter Schutz gestellt. Die vermoorte Niederung mit einem sehr hohen Grundwasserspiegel stellt einen Lebensraum für viele gefährdete Tier- und Pflanzenarten dar. Der Luchwald gilt als seltener Stieleichen-Hainbuchenwald, die wechselfeuchten Wiesen in Eiskeller werden zum Teil durch die Kuhlake bewässert. Der nordöstlich der Schönwalder Allee gelegene Laßzinssee gehört als Baggersee ebenfalls zum Schutzgebiet.

### Natura-2000-Gebiet Spandauer Forst
Der Spandauer Forst ist Teil des europäischen Schutzgebietsnetzes Natura 2000 bestehend aus dem EU-Vogelschutzgebiet Spandauer Forst und dem Fauna-Flora-Habitat-Gebiet Spandauer Forst, die deckungsgleich sind. Neben dem eigentlichen Spandauer Forst schließt das Gebiet, bis auf die Bebauung, den kompletten Eiskeller mit ein. Im Westen geht es über die Niederneuendorfer Allee bis zur Bezirksgrenze auf der Havel, im Norden begrenzt durch die Landesgrenze und im Süden durch das Gelände des ehemaligen Kraftwerks Oberhavel. Der Stadtpark südlich des Güterbahnhofs Berlin-Spandau Johannesstift und der Park westlich der Schönwalder Allee gehören ebenso wie die Sickerbecken der Berliner Wasserbetriebe zum Schutzgebiet.

#### EU-Vogelschutzgebiet Spandauer Forst
Das EU-Vogelschutzgebiet Spandauer Forst ist ein europäisches Vogelschutzgebiet (SPA-Gebiet). Die englischsprachige Bezeichnung des Gebiets lautet SPA Spandauer Forst, wobei SPA für Special Protection Area (‚spezielles Schutzgebiet‘) steht.
Schutzziel ist die Erhaltung der Populationen folgender Vogelarten:
| Foto | Deutscher Name    | Wissenschaftlicher Name   |
| ---- | ----------------- | ------------------------- |
|      | Drosselrohrsänger | Acrocephalus arundinaceus |
|      | Eisvogel          | Alcedo atthis             |
|      | Heidelerche       | Lullula arborea           |
|      | Kranich           | Grus grus                 |
|      | Mittelspecht      | Dendrocopos medius        |
|      | Neuntöter         | Lanius collurio           |
|      | Pirol             | Oriolus oriolus           |
|      | Rohrweihe         | Circus aeruginosus        |
|      | Schwarzspecht     | Dryocopus martius         |
|      | Sperbergrasmücke  | Sylvia nisoria            |
|      | Wachtelkönig      | Crex crex                 |
|      | Wespenbussard     | Pernis apivoru            |
|      | Zwergschnäpper    | Ficedula parva            |

#### FFH-Gebiet Spandauer Forst
Die bereits beschriebene Fläche um den Spandauer Forst ist zusammen mit diesem als Fauna-Flora-Habitat-Gebiet geschützt. Von den nach Anhang I der FFH-Richtlinie schützenswerten Lebensraumtypen kommen folgende im Gebiet vor:
| Foto | Lebensraumtyp                                                      | Fläche im Gebiet |
| ---- | ------------------------------------------------------------------ | ---------------- |
|      | Alte bodensaure Eichenwälder auf Sandebenen                        | 82,0 Hektar      |
|      | Mitteleuropäischer Stieleichen-Hainbuchenwald                      | 32,5 Hektar      |
|      | Natürliche eutrophe Seen mit Schwimm- und Wasserpflanzenvegetation | 23,5 Hektar      |
|      | Moorwälder                                                         | 9,0 Hektar       |
|      | Magere Flachland-Mähwiesen                                         | 8,1 Hektar       |
|      | Oligo- bis mesotrophe kalkhaltige Gewässer mit Armleuchteralgen    | 5,3 Hektar       |
|      | Hainsimsen-Buchenwald                                              | 4,7 Hektar       |
|      | Düne mit offenen Grasflächen mit Corynephorus und Agrostis         | 3,8 Hektar       |
|      | Pfeifengraswiesen                                                  | 2,4 Hektar       |
|      | Feuchte Hochstaudenfluren                                          | 0,1 Hektar       |

## Sonstiges

### Gedenkstein Kronprinzen- und Prinz-Heinrich-Buche

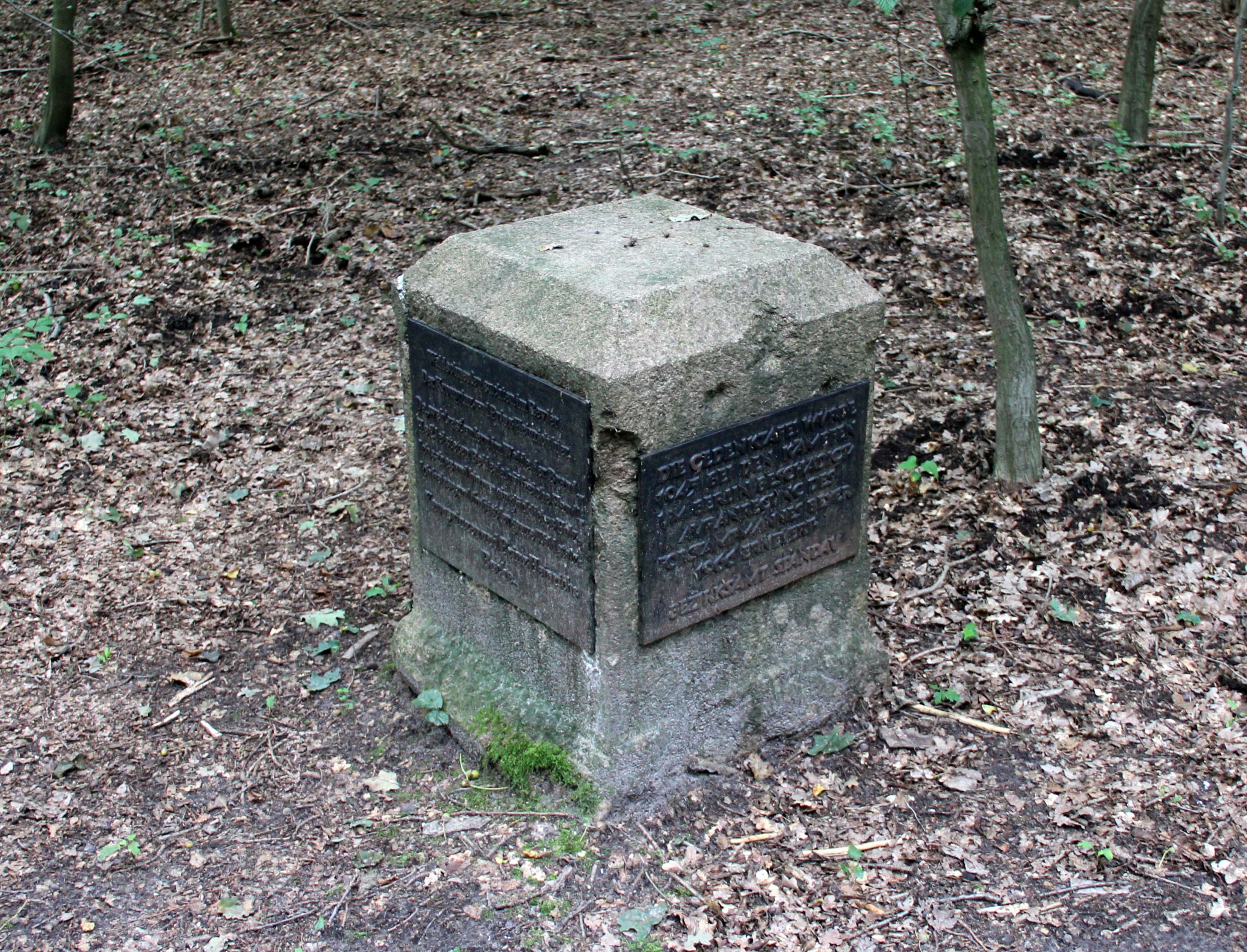
Gedenkstein, 2017

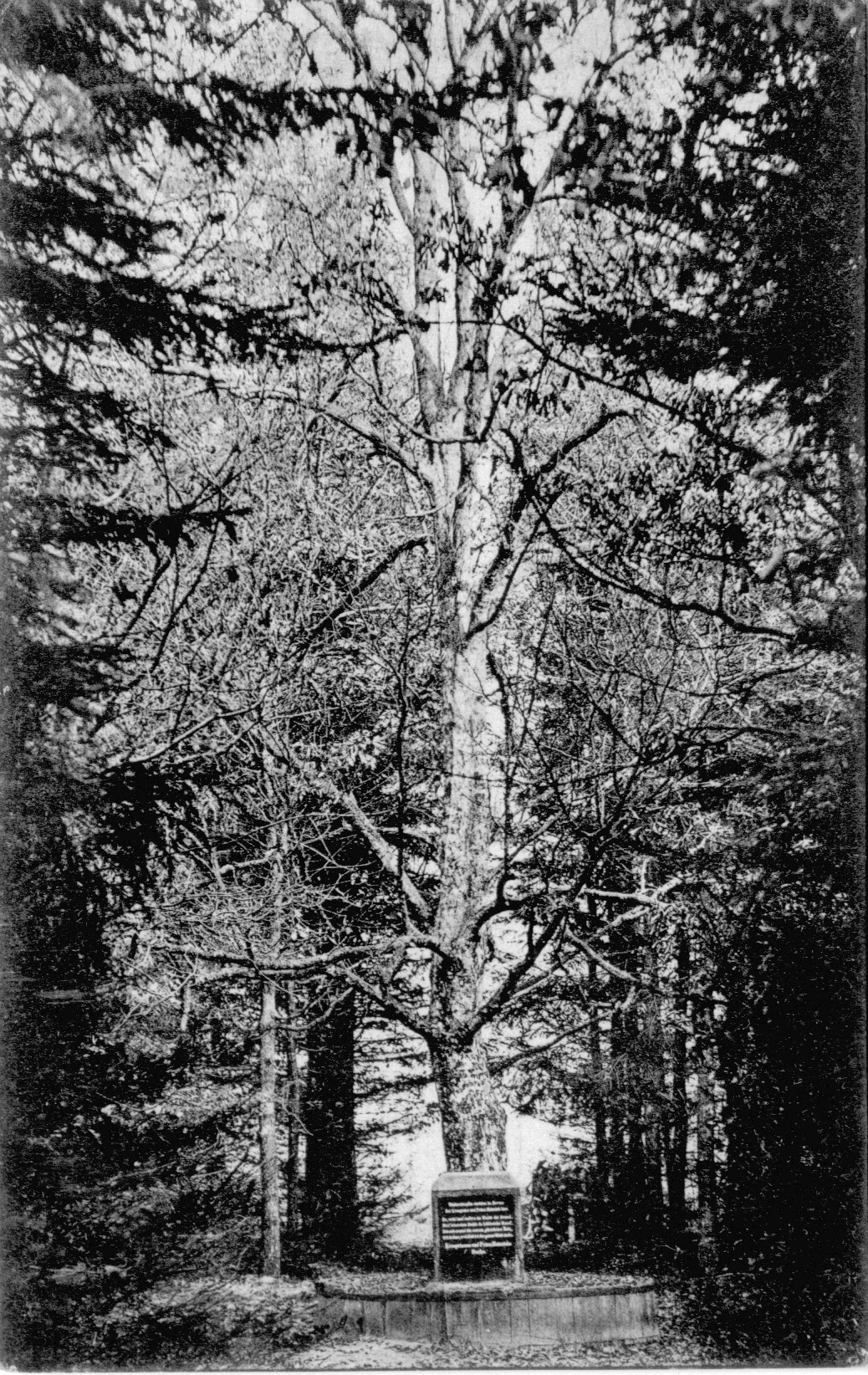
Gedenkstein und Buche, 1910

Fast am Ende des Laufs der Kuhlake im Norden des Spandauer Forstes erinnert ein Gedenkstein an die (nicht mehr vorhandene) Kronprinzen- und Prinz-Heinrich-Buche, die anlässlich der Löschung eines Waldbrandes durch die beiden Namensgeber Heinrich von Preußen und Friedrich Wilhelm, den späteren Kaiser Friedrich III., am 16. April 1881 gepflanzt worden war.
Für Details siehe unter Gedenkstein Kronprinzen- und Prinz Heinrich-Buche.

### Eiskeller
Am westlichsten Zipfel des Spandauer Forstes, direkt an der Landesgrenze zu Brandenburg, liegt der sogenannte Eiskeller, ein gut 50 Hektar großes Gebiet, das als der kälteste Ort innerhalb Berlins gilt. Während der Teilung Deutschlands nach dem Zweiten Weltkrieg bildete es jahrzehntelang fast eine Exklave West-Berlins, die vom übrigen Stadtgebiet aus nur durch eine schmale Verbindungsstraße erreicht werden konnte. Durch einen Gebietsaustausch mit der DDR entstand 1972 ein breiterer Zugang. Vor den 1970er Jahren wurde der Eiskeller vor allem landwirtschaftlich genutzt.

### Kirsten Sahling

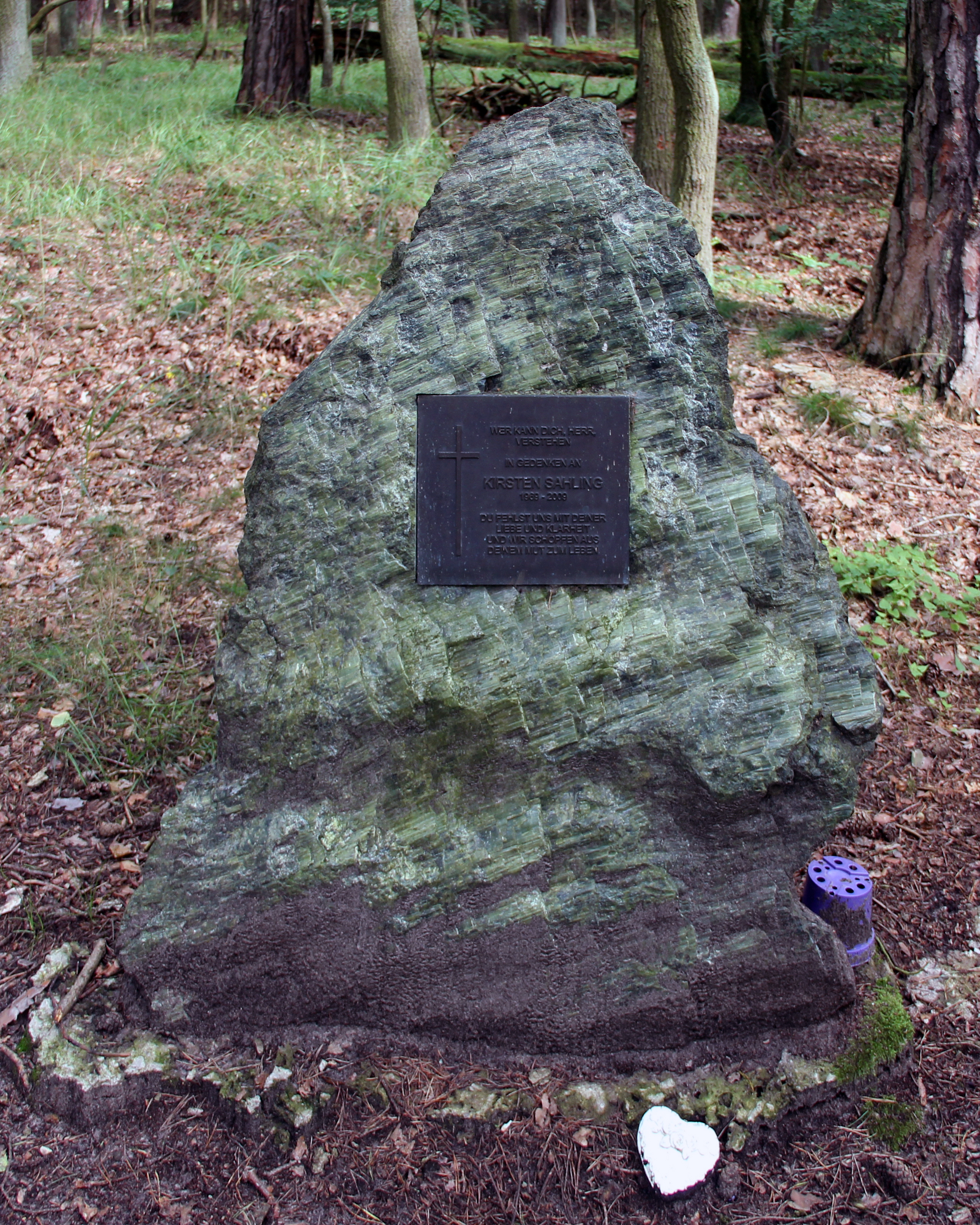
Gedenkstein für Kirsten Sahling im Spandauer Forst, in Berlin-Hakenfelde

Am 20. Juni 2009 wurde im Spandauer Forst nahe der Kuhlake die Psychologin Kirsten Sahling gegen 8:50 Uhr niedergestochen. Sie starb wenig später auf der Intensivstation eines Krankenhauses. Am Tatort erinnert ein Gedenkstein an sie.

### Maueropfer

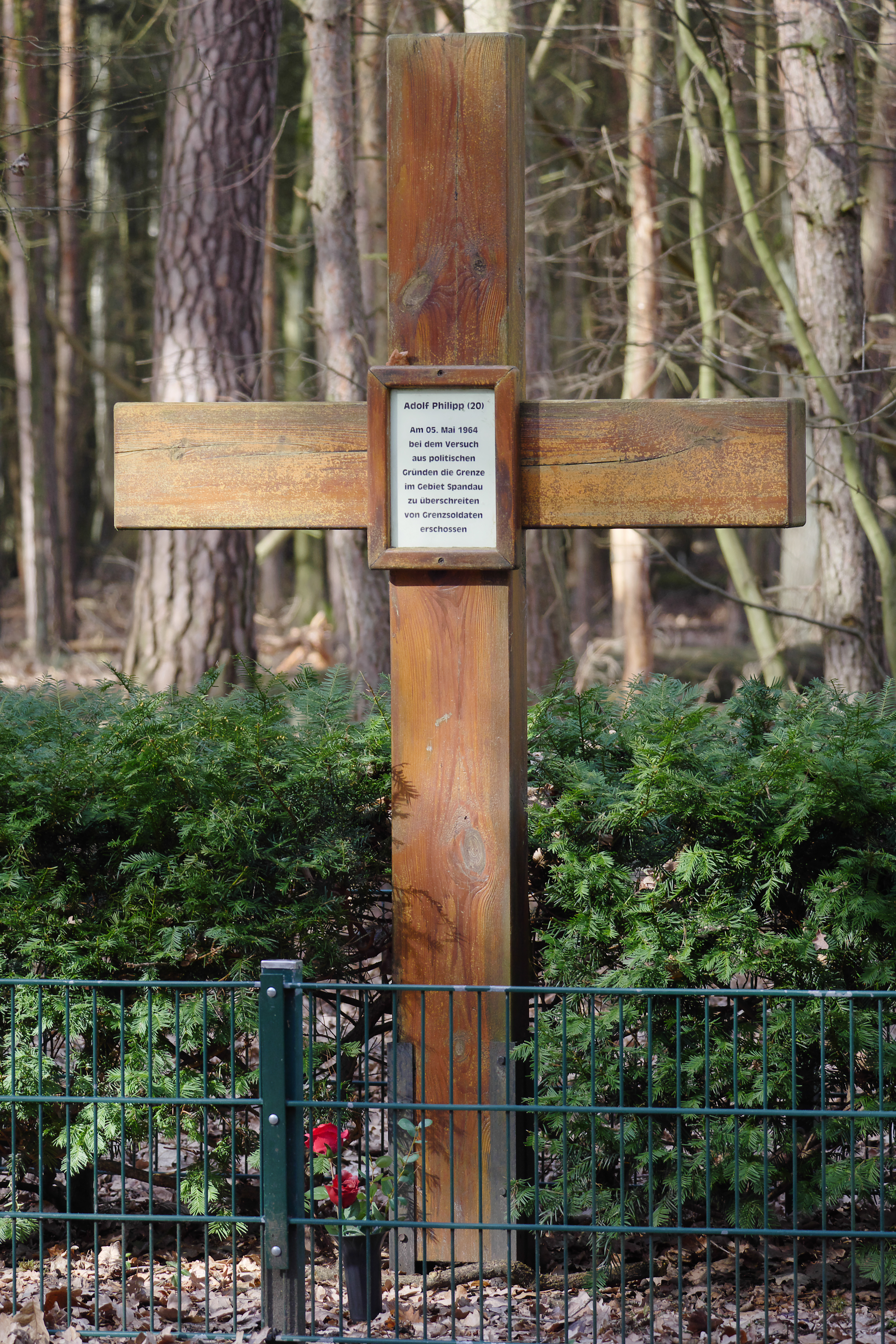
Holzkreuz mit Erinnerungstafel für Adolf Philipp im Spandauer Forst, 2017

Im Nordosten des Forstes zwischen den beiden Naturschutzgebieten befindet sich ein Gedenkkreuz für das West-Berliner Todesopfer an der Berliner Mauer Adolf Philipp. Er wurde von einem Angehörigen der Grenztruppen der DDR erschossen, als er mit einer Gaspistole bewaffnet in einem Erdbunker in diesem Grenzgebiet aufgegriffen wurde. Das Gedenkkreuz steht auf Berliner Seite in der Nähe der Grenze zum Bundesland Brandenburg an der Stelle, wo sein Fahrrad aufgefunden worden war, mit dem er den Ort aufgesucht hatte.